# トランスフォーマー アーススパーク
『トランスフォーマー アーススパーク』（原題：Transformers: EarthSpark）は、アメリカ合衆国のテレビアニメ。アメリカでは2022年11月11日よりParamount+にて配信されている。

## あらすじ
サイバトロン星のロボット生命体「トランスフォーマー」が善の「オートボット」と悪の「ディセプティコン」に別れて地球で繰り広げた戦争は、オートボットのリーダーであるオプティマスプライムが母星に帰る手段である「スペースブリッジ」を破壊したことで終結した。ディセプティコンのリーダーであるメガトロンはオプティマスプライムと和解し、オートボットと共に人類との共存の道を選んだが、それを自分たちへの裏切りと見なした多くのディセプティコンは彼の元を離れ地球各地に潜伏していた。
それから15年後。フィラデルフィアからペンシルベニア州の田舎町ウィトウィッキーにマルト一家が引っ越してくる。これまで暮らしてきた大都会とは全く違う環境に戸惑うロビーとモーの兄妹だったが、洞窟の中で地球生まれの新たなトランスフォーマー「テラン」のツウィッチとスラッシュを目覚めさせる。子供たちがテランと感情がリンクする「サイバー・スリーブ」で繋がっていることを知った両親のアレックスとドットは、彼らテランを自分たちの家族として迎え入れることにする。

## 登場キャラクター
- 声の括弧内は日本語吹替版声優。

### マルト家
ロビー・マルト / Robby Malto
声 - シドニー・ミケイラ（高垣彩陽）
マルト家の長男。当初は住み慣れたフィラデルフィアから田舎町のウィトウッキーに引っ越した事に馴染めずにいたが、テラン達との交流で徐々に打ち解けていく。
サイバー・スリーブは右腕に装着している。
モー・マルト / Morgan Violet "Mo" Malto
声 - ザイオン・ブロードナックス（久野美咲）
ロビーの妹。本名はモーガン・ヴァイオレット・マルト。
怖いもの知らずかつ人懐っこい性格であり、ウィトウッキーでの生活にも早くから馴染んでいた。
サイバー・スリーブは左腕に装着している。
アレックス・マルト / Alex Malto
声 - ジョン・ジョン・ブリオネス（小松史法）
ロビー達の父親。フィリピン出身。
職業は大学教授で、トランスフォーマーの歴史にも精通している。バンブルビーの大ファンでもある。
マンドロイドとはかつて同じ大学で講師をしていた同僚であったが、既に亡くなったと聞かされていた。
ドット・マルト / Dot Malto
声 - ベンニ・ラッサム（大原さやか）
ロビー達の母親。本名はドロシー・マルト。
元軍人で、15年前のトランスフォーマーの戦争でも活躍したが、その際に右足を失い、現在は義足となっている。
現在は退役して長年の夢だった自然保護官に再就職してウィトウィッキーに赴任したが、過去の功績を評価していたゴーストの根回しによるものであった。

#### テラン
ロビーとモーが見つけたクインタスプライムの秘宝「エンバーストーン」によって誕生した、純然たる地球生まれのトランスフォーマー。種族名はマンドロイドが名付けた。
通常のトランスフォーマーに比べると小ぶりで、体格は人間より一回り大きい程度。また、その身体は有機物とエネルゴンが融合した物質で構成されている。
ツウィッチ / Twitch
声 - キャスリーン・カヴァリ（斎藤千和）
赤を基調としたカラーリングの少女。ホイルジャックの発明品をスキャンした事で探索ドローンに変形する。
好奇心旺盛で競争心のある性格。主にロビーと共に行動する。
スラッシュ / Thrash
声 - ゼノ・ロビンソン（武内駿輔）
ツウィッチと共に生まれた男性のテラン。白と青緑を基調としたカラーリングのサイドカー付きオートバイに変形する。
性格は陽気でやや天然。主にモーと共に行動する。
ナイトシェード / Nightshade
声 - ザカリー・インファンテ（山口勝平）
テランの中でも発明が得意で、遊びよりも発明を好む。自分らしくいる事を大切にしている。
墓地の石像をベースに、青緑色のフクロウに変形する。
ジョウブレイカー / Jawbreaker
声 - サイラス・アーノルド（こぶしのぶゆき）
石頭で頭突きが得意な力自慢のテラン。優しく穏やかな性格だが、強さに憧れている。
後にグリムロックの指導のもと、化石をスキャンしてスティギモロクに変形するようになった。
ハッシュタグ / Hashtag
声 - ステファニー・ルムラン（能登麻美子）
インターネット検索を得意とするテランで、映画・動画検索を好む。ゴーストのバンに変形する。
Wi-Fi環境を作り出す能力を持ち、精神をインターネット内に自由に行き来出来る。

### オートボット
多数のメンバーがゴーストに協力している。
終盤ではゴーストのエンブレムをつけていた事が仇になり、エンブレムに仕込まれていた洗脳装置で、バンブルビー以外のメンバーはマンドロイドの傀儡にされてしまう。
バンブルビー / Bumblebee
声 - ダニー・プディ（木村良平）
オートボットの若き戦士。黄色いスポーツカーに変形する。
ゴーストに存在を知られないよう姿を隠していたが、テラン達の教育係としてマルト家の仲間入りをする。
オプティマスプライム / Optimus Prime
声 - アラン・テュディック（玄田哲章）
オートボットのリーダー。トレーラートラックに変形する。トランスフォーマーと人類の共存のため、ゴーストに協力している。
エリータ-1 / Elita-1
声 - シシー・ジョーンズ（柚木涼香）
オートボットの副官。マゼンダカラーの四輪駆動車に変形する。
吹替版では語尾の「ワ」を「ワン」に変えて話す。
ホイルジャック / Wheeljack
声 - マイケル・T・ダウニー（上田燿司）
オートボットの科学者。白を基調としたスポーツカーに変形する。
ツウィッチがスキャンしたドローンをはじめとした様々な発明品でオートボットを支えており、ツウィッチからは父親のように慕われている。
アーシー / Arcee
声 - マーサ・マリオン（ファイルーズあい）
オートボットの女性戦士。ピンク色のクラシックカーに変形する。
ノリの良い性格で、テラン達ともすぐに打ち解けている。
グリムロック / Grimlock
声 - キース・デイヴィッド（咲野俊介）
オートボットの戦士。ティラノサウルスに変形する。
世間では気の荒い性格で知られるが、実際は理性的な人物であり、ジョウブレイカーの良き師匠となる。
バンブルビーと同じく潜入作戦で独自に活動していたところをマンドロイドに洗脳され、違法なロボットバトルで戦わされていた。解放後もその後遺症とトラウマに苦しんでいたが、ジョウブレイカーの説得で自我を取り戻した。

### ディセプティコン
メガトロン / Megatron
声 - ロリー・マッキャン（千葉繁）
ディセプティコンの元リーダー。装甲ティルトローターに変形する。
15年前の戦争の最中、ドットとの交流を経て考えを改め、オートボットの仲間になりディセプティコン基地からオールスパークを盗み出した。以降はトランスフォーマーの生存を最優先する様になった。故にかつての部下達からは裏切り者と見做されている。
オートボットとの戦争と言う手段を選んでしまった事を後悔しており、地球で誕生した新しいトランスフォーマーであるテラン達の事を未来の希望と考えている。
現在はオートボットと共にゴーストに協力しているが、捕らえられたディセプティコン達に対する扱いなど現状を好ましく思っていない。
スインドル / Swindle
声 - ノーラン・ノース（加藤賢崇）
ジープに変形するディセプティコン。狡賢い性格。
吹替版では語尾に「スィン」をつけて話す。
終盤では、ハードトップやブレークダウンなど、他の投獄されていたディセプティコンたちと共にツウィッチによって牢獄から解放される。一度は彼女の協力要請を拒否したものの、最終回では仲間達と共に駆け付け、共にマンドロイドたちに立ち向かった。
ハードトップ / Hardtop
声 - ノーラン・ノース（遊佐浩二）
スィンドルの兄弟分のディセプティコンで、コンバットバギーに変形する。
ゴーストに護送されていたところをマンドロイドに拉致され、右腕を失ったが、メガトロン達によって助けられ、同じく捕らえられたディセプティコン共々ゴーストの施設に収監される。
サウンドウェーブ / Soundwave
声 - シーン・ケニン（山本格、上田燿司）
カセットロンのリーダー。全翼式のステルス戦闘機に変形する。
かつてはメガトロンの腹心だったが、現在は自分達と袂を分つ道を選んだ彼を裏切り者と見做して憎んでいる。
フレンジー / Frenzy
声 - ティアナ・カマチョ（矢作紗友里）
女性パンクロッカーを彷彿とさせる姿のカセットロン。ギターを武器とする。
ラヴィッジ / Ravage
ジャガーに変形するカセットロン。
レーザービーク / Laserbeak
声 - ジェイク・グリーン（高木渉）
コンドルに変形するカセットロン。
スタースクリーム / Starscream
声 - スティーブ・ブラム（佐藤せつじ）
ジェットロンのリーダー。現在はゴーストの施設に収監されている。
狡猾な所は従来のスタースクリームと同じだが、自分を助けたハッシュタグの身を案じ、彼女を怪物から救出する、再会したメガトロンから居場所を提供すると言われ、複雑な表情で拒否して去るなど、単純な悪人とは言い切れない人物像で描かれている。
最終回ではツウィッチたちがオートボットやディセプティコン関係なしに手を差し伸べた事を受け、スカイワープたちを引き連れて彼女たちに加勢した。
ノヴァストーム / Nova Storm
声 - ニコール・デュブク（小清水亜美）
ジェットロンの戦士。現在はマンドロイドに協力している。その後、スタースクリームの部下となった。
スカイワープ / Skywarp
声 - ニコール・デュブク（新谷真弓）
ジェットロンの戦士。ノヴァストームと同じくマンドロイドに協力し、終盤ではスタースクリームの下についた。
ブレークダウン / Breakdown
声 - ロジャー・クレイグ・スミス（梅原裕一郎）
スタントティコンの戦士。スポーツカーに変形する。
バンブルビーとは戦前からの親友であり、袂を分つ事になった今でもその友情は続いている。
終盤、ツウィッチたちに収監施設から解放され、協力を求められる。その場では「地球は故郷ではない」とバンブルビーたちに背を向けるが、最終回では他のディセプティコン達と共に駆け付け、彼らに協力した。
タランチュラス / Tarantulas
声 - アルフィー・アレン（チョー）
ディセプティコンの科学者。蜘蛛に変形する。
既に戦争には辟易している穏健派で、地球で独自に活動するための研究をしていたところを、ナイトシェードと出会い意気投合する。
ショックウェーブ / Shockwave
声 - トロイ・ベイカー（稲田徹）
ディセプティコンの防衛参謀。紫の多脚戦車に変形する。
戦争終結直前にはオールスパークを悪用しディセプティコン軍団の増産計画を企てていたが、メガトロンの裏切りによってコールドスリープ状態に陥っていた。
玩具はスタースクリームと同じく『サイバーバース』の流用で、アニメ版とはデザインが異なる。吹替版も同作と同じく語尾に「ショック」とつけて話す。
のちにクロフトに洗脳された状態で再登場。ロビーたちを襲撃するが、ナイトシェードに洗脳を解かれてからは、メガトロンにディセプティコンの暗号通信で救援要請を送ったりと事実上彼らと共闘するも、マンドロイドによってエネルギーを吸い取られ、機能停止に追いやられる（マンドロイドの発言から命までは奪われてはいない模様）。
最終回では事件解決後、意識を回復した。
スカルクランチャー / Skullcruncher
ワニに変形するディセプティコン の戦士。他のディセプティコンとは異なり、ロボットモードでも野獣のような性格となっている。

### その他
マンドロイド / Mandroid
声 -  ディードリック・ベーダー（飛田展男）
本作の悪役であるロボット工学者。本名はメリディアンだが、スラッシュからマンドロイドの愛称をつけられてからはこう呼ばれている。
元々はゴーストの科学士官だったが、トランスフォーマーの戦争に巻き込まれた事で右腕を失った事から、全トランスフォーマーを地球に仇なす敵として憎悪している。
現在はハードトップから鹵獲した右腕を義手として使用している。
シュローダー / Schloder
声 - マーク・エヴァン・ジャクソン（高橋伸也）
ゴーストの捜査官。後述解説するクロフトの弟でもある。本名はジョン。
吹替版では「よろしく」が口癖。
クロフト / Croft
声 - カリ・ウォールグレン（渡辺明乃）
ゴーストの司令官。シュローダーの姉。
クインタスプライム / Quintus Prime
声 - クランシー・ブラウン（市橋尚史、増谷康紀）
最初の13人のプライムの一人で、エンバーストーンの所持者。

## 日本での放送
アメリカにおけるシーズン1・26話分を前後編分割した52話が2023年10月1日より2024年9月29日にかけてテレビ東京系列にて放送された。シーズン2（アメリカで10話分）とシーズン3（アメリカで8話分）の放送は未定。

### 日本語版制作スタッフ
- 音響監督/脚色 - 岩浪美和[12]
- 制作 - ACクリエイト[12]
- 翻訳 - 島健太郎[12]
- 音楽協力 - 日本コロムビア、テレビ東京ミュージック[13]

### 日本語版主題歌
「TRANSFORMERS-Earthspark!!」
サイキックラバーによるオープニングテーマ。作詞・作曲はYOFFY、編曲は大石憲一郎。オリジナル版ではアニメーションタイトルのみで、エンディングでは別の音楽が使用されている。

### 放送・配信
| 放送期間                      | 放送時間         | 放送局              | 対象地域                                                    | 備考     |
| ----------------------------- | ---------------- | ------------------- | ----------------------------------------------------------- | -------- |
| 2023年10月1日 - 2024年9月29日 | 日曜 9:15 - 9:30 | テレビ東京系列全6局 | 北海道・関東広域圏・愛知県・ 大阪府・岡山県・香川県・福岡県 | 字幕放送 |

| 配信開始日 | 配信時間        | 配信サイト                                                             |
| --- | --------------- | ---------------------------------------------------------------------- |
| 2023年10月1日 | 日曜 9:30 更新  | YouTube TVer ネットもテレ東                                            |
| 2023年12月4日 | 月曜 12:00 更新 | DMM TV dアニメストア バンダイチャンネル Amazon Prime Video Google Play |
| 2023年12月11日 |                 | U-NEXT                                                                 |
| YouTubeにおいて、配信はいずれもタカラトミーの公式YouTubeチャンネルと、玩具専門の公式チャンネル（2024年5月以降は大人向けのT-SPARK公式チャンネルに名称変更）にて行われる。 |                 |                                                                        |

| テレビ東京系列 日曜 9:15 - 9:30                                                       | テレビ東京系列 日曜 9:15 - 9:30                                     | テレビ東京系列 日曜 9:15 - 9:30       |
| 前番組                                                                                | 番組名                                                              | 次番組                                |
| ------------------------------------------------------------------------------------- | ------------------------------------------------------------------- | ------------------------------------- |
| ビーストウォーズ 超生命体トランスフォーマー アゲイン （2023年4月2日 - 2023年9月24日） | トランスフォーマー アーススパーク （2023年10月1日 - 2024年9月29日） | ぷにるんず ぷに2 （2024年10月6日 - ） |

## 各話リスト
- 日本語版では次回予告の後、英語版スタッフ・キャストのクレジットが入る場面で掛け合いトークが行われる。
- 話数はテレビ東京系列本放送時のものを表記する。オリジナル版（"Secret Legacy"、"Age of Evolution"、"Home"、"The Last Hope"は2話扱い）を15分枠2話に分割して扱う。

| 話数 | サブタイトル                                                             | 脚本                         | 絵コンテ | 演出                                   | 本放送日        | 日本初放送日   |
| ---- | ------------------------------------------------------------------------ | ---------------------------- | --- | -------------------------------------- | --------------- | -------------- |
| 1    | ひみつのたからもの Secret Legacy                                         | Nicole Dubuc Dale Malinowski | Aaron Brewer Alex Nyerges Carl Peterson Nathan Jones Marvin Madrid Rodriguez Sol Choi                          | Alex Kwan Jordan Rosato                | 2022年 11月11日 | 2023年 10月1日 |
| 2    | ともだち？ Secret Legacy                                                 | Nicole Dubuc Dale Malinowski | Aaron Brewer Alex Nyerges Carl Peterson Nathan Jones Marvin Madrid Rodriguez Sol Choi                          | Alex Kwan Jordan Rosato                | 2022年 11月11日 | 10月8日        |
| 3    | とうじょうメガトロン！ Secret Legacy                                     | Nicole Dubuc Dale Malinowski | Aaron Brewer Alex Nyerges Carl Peterson Nathan Jones Marvin Madrid Rodriguez Sol Choi                          | Alex Kwan Jordan Rosato                | 2022年 11月11日 | 10月15日       |
| 4    | ひみつのさくせん Secret Legacy                                           | Nicole Dubuc Dale Malinowski | Aaron Brewer Alex Nyerges Carl Peterson Nathan Jones Marvin Madrid Rodriguez Sol Choi                          | Alex Kwan Jordan Rosato                | 2022年 11月11日 | 10月22日       |
| 5    | バンブルビー がんばるびー Moo-ving In                                    | Isabel Galupo                | India Swift Meg Lloyd Milo Gould Veronica Liu                                                                  | J.J. Conway                            | 2023年 2月10日  | 10月29日       |
| 6    | モーたいへん！ Moo-ving In                                               | Isabel Galupo                | India Swift Meg Lloyd Milo Gould Veronica Liu                                                                  | J.J. Conway                            | 2023年 2月10日  | 11月5日        |
| 7    | スラッシュのだいぼうけん House Rules                                     | Ian Busch                    | Carl Peterson Marvin Madrid Rodriguez Sol Choi                                                                 | Jordan Rosato                          | 2023年 2月10日  | 11月12日       |
| 8    | いいもん？わるもん？スインドル House Rules                               | Ian Busch                    | Carl Peterson Marvin Madrid Rodriguez Sol Choi                                                                 | Jordan Rosato                          | 2023年 2月10日  | 11月19日       |
| 9    | バンブルビーだいピーンチ！ Classified                                    | Nathan Ramos-Park            | Aaron Brewer Nathan Jones                                                                                      | Alex Kwan                              | 2月17日         | 11月26日       |
| 10   | ゴーストのなぞ Classified                                                | Nathan Ramos-Park            | Aaron Brewer Nathan Jones                                                                                      | Alex Kwan                              | 2月17日         | 12月3日        |
| 11   | わっくわっくホイルジャック！ Traditions                                  | Maasai Singleton             | Carl Peterson Marvin Madrid Rodriguez Sol Choi Stephanie Ressler                                               | Jordan Rosato Matthew Humphreys        | 2月17日         | 12月10日       |
| 12   | ツウィッチ つよくなる！ Traditions                                       | Maasai Singleton             | Carl Peterson Marvin Madrid Rodriguez Sol Choi Stephanie Ressler                                               | Jordan Rosato Matthew Humphreys        | 2月17日         | 12月17日       |
| 13   | おかしなてんこうせい Friends and Family                                  | Brian Hohlfeld               | David Maximo Kevin Reed Milo Gould Stephanie Ressler Veronica Liu Zheping Xu                                   | J.J. Conway                            | 2月24日         | 12月24日       |
| 14   | ひみつのいずみ Friends and Family                                        | Brian Hohlfeld               | David Maximo Kevin Reed Milo Gould Stephanie Ressler Veronica Liu Zheping Xu                                   | J.J. Conway                            | 2月24日         | 2024年 1月7日  |
| 15   | まかせてアーシー！ Decoy                                                 | Isabel Galupo                | Aaron Brewer Alex Nyerges Michael Nanna Nathan Jones Rachel Buecheler                                          | Alex Kwan                              | 2月24日         | 1月14日        |
| 16   | おとでこうげき！サウンドウェーブ Decoy                                   | Isabel Galupo                | Aaron Brewer Alex Nyerges Michael Nanna Nathan Jones Rachel Buecheler                                          | Alex Kwan                              | 2月24日         | 1月21日        |
| 17   | メガトロンとオプティマスは なかいいの？ Age of Evolution                 | Nicole Dubuc Dale Malinowski | Anissa Espinosa India Swift Kevin Molina-Ortiz Meg Lloyd Milo Gould Veronica Liu                               | J.J. Conway                            | 3月3日          | 1月28日        |
| 18   | あたらしい かぞく!? Age of Evolution                                     | Nicole Dubuc Dale Malinowski | Anissa Espinosa India Swift Kevin Molina-Ortiz Meg Lloyd Milo Gould Veronica Liu                               | J.J. Conway                            | 3月3日          | 2月4日         |
| 19   | ようこそ！ ナイトシェード ジョウブレイカー ハッシュタグ Age of Evolution | Nicole Dubuc Dale Malinowski | Anissa Espinosa India Swift Kevin Molina-Ortiz Meg Lloyd Milo Gould Veronica Liu                               | J.J. Conway                            | 3月3日          | 2月11日        |
| 20   | かぞくのちからで やっつけろ！ Age of Evolution                           | Nicole Dubuc Dale Malinowski | Anissa Espinosa India Swift Kevin Molina-Ortiz Meg Lloyd Milo Gould Veronica Liu                               | J.J. Conway                            | 3月3日          | 2月18日        |
| 21   | トランスフォームだ！ハッシュタグ Hashtag: Oops                           | Bernard Badion               | Kalvin Lee Marvin Madrid Rodriguez Byron Penaranda Carl Peterson Sam Syszmanski                                | Matthew Humphreys                      | 6月12日         | 2月25日        |
| 22   | ハッとしてネット!? Hashtag: Oops                                         | Bernard Badion               | Kalvin Lee Marvin Madrid Rodriguez Byron Penaranda Carl Peterson Sam Syszmanski                                | Matthew Humphreys                      | 6月12日         | 3月3日         |
| 23   | えいがでさがそう Outtakes                                                | Maasai Singleton             | Aaron Brewer Nathan Jones Alex Nyerges                                                                         | Alexandria Kwan                        | 6月13日         | 3月10日        |
| 24   | がんばれジョウブレイカー！ Outtakes                                      | Maasai Singleton             | Aaron Brewer Nathan Jones Alex Nyerges                                                                         | Alexandria Kwan                        | 6月13日         | 3月17日        |
| 25   | はつめいだいすき ナイトシェード Missed Connection                        | Mae Catt                     | Rachel Buecheler Marvin Madrid Rodriguez Carl Peterson Stephanie Ressler Samuel Syszmanski                     | Matthew Humphreys                      | 6月14日         | 3月24日        |
| 26   | 2ばいたのしくいきよー Missed Connection                                  | Mae Catt                     | Rachel Buecheler Marvin Madrid Rodriguez Carl Peterson Stephanie Ressler Samuel Syszmanski                     | Matthew Humphreys                      | 6月14日         | 3月31日        |
| 27   | かっとびー バンブルビー！ Security Protocols                             | Lorin Williams               | Julia Braid Jules Bridgers Milo Gould Karen Guo Veronica Liu Kevin Molina-Ortiz Ifesinachi Orjiekwe Nas Pasha  | J.J. Conway                            | 6月15日         | 4月7日         |
| 28   | はしれ！ブレークダウン Security Protocols                                | Lorin Williams               | Julia Braid Jules Bridgers Milo Gould Karen Guo Veronica Liu Kevin Molina-Ortiz Ifesinachi Orjiekwe Nas Pasha  | J.J. Conway                            | 6月15日         | 4月14日        |
| 29   | ははのひの プレゼント Bear Necessities                                   | Isabel Galupo                | Aaron Brewer Nathan Jones Alex Nyerges                                                                         | Alex Kwan                              | 8月19日         | 4月21日        |
| 30   | こまった くまさん Bear Necessities                                       | Isabel Galupo                | Aaron Brewer Nathan Jones Alex Nyerges                                                                         | Alex Kwan                              | 8月19日         | 4月28日        |
| 31   | おしえて メガトロン Warzone                                              | Greg Johnson                 | Matthew Kim Marvin Madrid Rodriguez Carl Peterson Stephanie Ressler                                            | Matthew Humphreys                      | 8月19日         | 5月5日         |
| 32   | みらいの きぼう Warzone                                                  | Greg Johnson                 | Matthew Kim Marvin Madrid Rodriguez Carl Peterson Stephanie Ressler                                            | Matthew Humphreys                      | 8月19日         | 5月12日        |
| 33   | りょこうは さいこー！ Home                                               | Teleplay by : Story by :     | Aaron Brewer Milo Gould Nathan Jones Veronica Liu Kevin Molina-Ortiz Alex Nyerges India Swift                  | J.J. Conway Alex Kwan Sebastian Montes | 8月26日         | 5月19日        |
| 34   | かえってきたぞ！バンブルビー Home                                        | Teleplay by : Story by :     | Aaron Brewer Milo Gould Nathan Jones Veronica Liu Kevin Molina-Ortiz Alex Nyerges India Swift                  | J.J. Conway Alex Kwan Sebastian Montes | 8月26日         | 5月26日        |
| 35   | かぞくのきずな Home                                                      | Teleplay by : Story by :     | Aaron Brewer Milo Gould Nathan Jones Veronica Liu Kevin Molina-Ortiz Alex Nyerges India Swift                  | J.J. Conway Alex Kwan Sebastian Montes | 8月26日         | 6月2日         |
| 36   | あいがあればなんでもできる！ Home                                        | Teleplay by : Story by :     | Aaron Brewer Milo Gould Nathan Jones Veronica Liu Kevin Molina-Ortiz Alex Nyerges India Swift                  | J.J. Conway Alex Kwan Sebastian Montes | 8月26日         | 6月9日         |
| 37   | トランスフォームだ！ジョウブレイカー！ A Stygi Situation                 | Isabel Galupo                | Marvin Madrid Rodriguez Carl Peterson Stephanie Ressler                                                        | Matthew Humphreys                      | 2024年 4月6日   | 6月16日        |
| 38   | おおあばれグリムロック A Stygi Situation                                 | Isabel Galupo                | Marvin Madrid Rodriguez Carl Peterson Stephanie Ressler                                                        | Matthew Humphreys                      | 2024年 4月6日   | 6月23日        |
| 39   | つよいぞロビー！ Disarmed                                                | Maasai Singleton             | James Nguyen Florent LaGrange Steve Go                                                                         | Matthew Humphreys                      | 2024年 4月6日   | 6月30日        |
| 40   | まぼろしのメガトロン Disarmed                                            | Maasai Singleton             | James Nguyen Florent LaGrange Steve Go                                                                         | Matthew Humphreys                      | 2024年 4月6日   | 7月7日         |
| 41   | うちゅうかいじゅうあらわる！ What Dwells Within                          | Mae Catt                     | Aaron Brewer Nathan Jones Alex Nyerges                                                                         | Sebastian Montes Alex Kwan             | 4月13日         | 7月14日        |
| 42   | てき？みかた？スタースクリーム What Dwells Within                        | Mae Catt                     | Aaron Brewer Nathan Jones Alex Nyerges                                                                         | Sebastian Montes Alex Kwan             | 4月13日         | 7月21日        |
| 43   | ときをかけるモー Prime Time                                              | Isabel Galupo                | Milo Gould India Swift                                                                                         | J.J. Conway                            | 4月13日         | 7月28日        |
| 44   | ロビーをすくえ Prime Time                                                | Isabel Galupo                | Milo Gould India Swift                                                                                         | J.J. Conway                            | 4月13日         | 8月4日         |
| 45   | バンブルビ―スパイさくせん Stowed Away, Stowaways                         | Gavin Hignight               | Marvin Madrid Rodriguez Carl Peterson Stephanie Ressler                                                        | Matthew Humphreys                      | 4月20日         | 8月11日        |
| 46   | スペースブリッジでどこにとぶ？ Stowed Away, Stowaways                    | Gavin Hignight               | Marvin Madrid Rodriguez Carl Peterson Stephanie Ressler                                                        | Matthew Humphreys                      | 4月20日         | 8月18日        |
| 47   | しょっ！しょっ！ショックウェーブ！ The Battle of Witwicky                | Mae Catt                     | Aaron Brewer Nathan Jones Alex Nyerges                                                                         | Sebastian Montes Alex Kwan             | 4月20日         | 8月25日        |
| 48   | あつまれ！オートボット！ The Battle of Witwicky                          | Mae Catt                     | Aaron Brewer Nathan Jones Alex Nyerges                                                                         | Sebastian Montes Alex Kwan             | 4月20日         | 9月1日         |
| 49   | よばれてとびだすシャークトロン The Last Hope                             | Dale Malinowski              | Marvin Madrid Rodriguez Carl Peterson Stephanie Ressler Milo Gould India Swift Veronica Liu Kevin Molina-Ortiz | J.J. Conway Alex Kwan Sebastian Montes | 4月20日         | 9月8日         |
| 50   | さいしゅうへいき The Last Hope                                           | Dale Malinowski              | Marvin Madrid Rodriguez Carl Peterson Stephanie Ressler Milo Gould India Swift Veronica Liu Kevin Molina-Ortiz | J.J. Conway Alex Kwan Sebastian Montes | 4月20日         | 9月15日        |
| 51   | さいごのきぼう The Last Hope                                             | Dale Malinowski              | Marvin Madrid Rodriguez Carl Peterson Stephanie Ressler Milo Gould India Swift Veronica Liu Kevin Molina-Ortiz | J.J. Conway Alex Kwan Sebastian Montes | 4月20日         | 9月22日        |
| 52   | たたかえ！トランスフォーマー！ The Last Hope                             | Dale Malinowski              | Marvin Madrid Rodriguez Carl Peterson Stephanie Ressler Milo Gould India Swift Veronica Liu Kevin Molina-Ortiz | J.J. Conway Alex Kwan Sebastian Montes | 4月20日         | 9月29日        |

## 玩具
放送中にタカラトミーからは以下の3シリーズの玩具が発売されている。
スピンチェンジャーシリーズ
大型サイズで、下半身を変形させた後で地球人フィギュアを肩にセットすると回転して変形する。
スパっとチェンジシリーズ
小型サイズで、ワンアクションでロボットモードとビークルモードの変形が可能。
デラックスシリーズ
変形機構と設定通りのプロポーション・関節可動を両立させた高年齢層向けの商品。
なお、スパっとチェンジシリーズのオプティマスプライムはエンブレムがオートボットではなくディセプティコンになっているミスが存在したため、希望者には交換を行っている。

## ゲーム
トランスフォーマー アーススパーク – Expedition（Transformers: EarthSpark - Expedition）
2023年10月13日発売のTessera Studios制作の3Dアクションゲーム。時系列は第1シーズン最終回後となっている。
日本語表示に対応しており発売当初は日本からもSteamを通じて購入可能だったが、発売数日後には日本からの購入はできないようになっている。
日本向けにはPhoenixxが2024年7月11日にNintendo Switch、PS5、Steamにて配信。Nintendo Switchではパッケージ版も発売される。
原語版キャスト
※登場キャラクターの原語版の声優は全てTVシリーズとは異なる。日本語版の声優はTVシリーズと共通。
- バンブルビー - ジョー・ジージャ
- オプティマスプライム、ジョウブレイカー、マンドロイド - ビル・ロジャース
- グリムロック、スカルクランチャー - バロン・バス
- アレックス - アレックス・クリスチャン
- ロビー - ジョシュア・エヴァンズ
- モー - チュニシア・ハーディソン
- ツウィッチ - ファラー・リシー
- スラッシュ - クリス・ロング
- ハッシュタグ - ローレン・ワイズマン
- ナイトシェード - アーロン・ランドン
- ノヴァストーム、スカイワープ - アレックス・カザレス